# St. Michael (Regensburg)

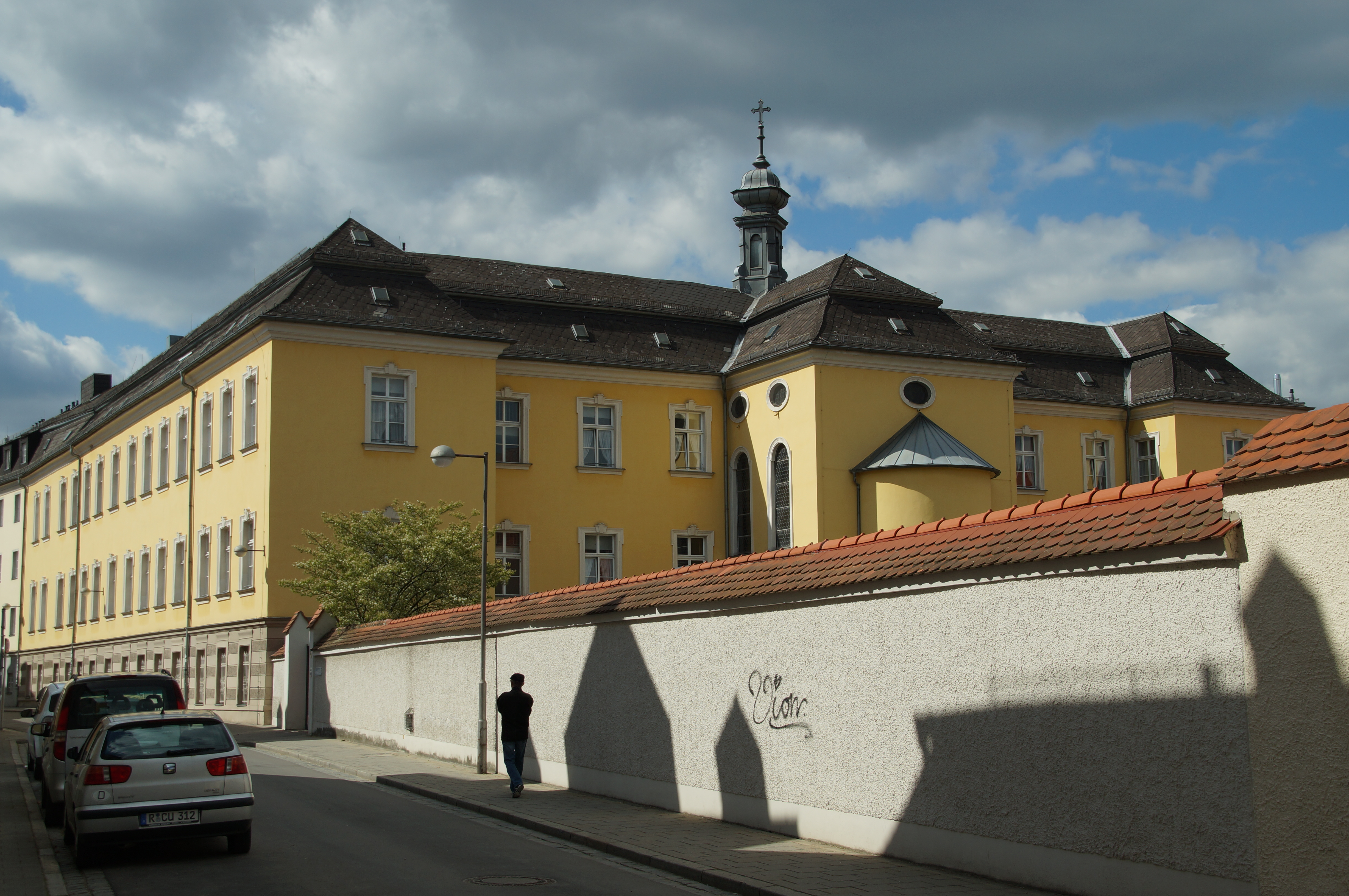
Bürgerstift St. Michael, Regensburg

Die katholische Stiftskapelle St. Michael steht in der Weitoldstraße 16 in der Westnerwacht in der Altstadt von Regensburg.
Die Saalkirche mit eingezogener Apsis wurde ab 1893 zusammen mit dem neuen Ostflügel des Bürgerstiftsgebäudes errichtet. Am 13. März 1945 wurde der Ostteil der Kapelle bei Bombenangriffen Zweiten Weltkrieg zerstört. In den 1950er Jahren wurde die Kirche originalgetreu wiederhergestellt. Die Ausstattung mit Stuckdekor und Deckengemälde ist im Rokokostil.
Seit August 2023 wird die Stiftskapelle von der alt-katholischen Gemeinde Regensburg genutzt.